# Goshen (Arkansas)
Goshen es un pueblo ubicado en el condado de Washington en el estado estadounidense de Arkansas. En el Censo de 2010 tenía una población de 1071 habitantes y una densidad poblacional de 35,35 personas por km².

## Geografía
Goshen se encuentra ubicado en las coordenadas 36°6′9″N 94°0′6″O / 36.10250, -94.00167. Según la Oficina del Censo de los Estados Unidos, Goshen tiene una superficie total de 30.3 km², de la cual 29.65 km² corresponden a tierra firme y (2.12%) 0.64 km² es agua.

## Demografía
Según el censo de 2010, había 1071 personas residiendo en Goshen. La densidad de población era de 35,35 hab./km². De los 1071 habitantes, Goshen estaba compuesto por el 95.52% blancos, el 0.09% eran afroamericanos, el 0.65% eran amerindios, el 1.68% eran asiáticos, el 0% eran isleños del Pacífico, el 0.47% eran de otras razas y el 1.59% pertenecían a dos o más razas. Del total de la población el 0.93% eran hispanos o latinos de cualquier raza.